# Sic
sic (auch sic!, oder auch nur !, Aussprache [siːk]) ist ein redaktioneller Hinweis in Zitaten, Druckvorlagen und anderen Textstellen. Es entstammt dem lateinischen sīc und bedeutet ‚(wirklich) so‘, kurz für sic erat scriptum ‚so wurde es geschrieben‘.
Dient es dem Autor nicht nur zur Verstärkung (dann meist als Parenthese in runden Klammern), sondern wird es redaktionell hinzugefügt, wird es in eckigen Klammern geschrieben ([sic], [sic!], [!]) und weist beispielsweise in Zitaten darauf hin, dass die vorangehende Stelle des Zitats exakt übernommen wurde. Das betrifft etwa Rechtschreibfehler – würden sie geändert, wäre die Textstelle falsch zitiert. Auch kann mit „[sic]“ verdeutlicht werden, dass hier eine Besonderheit vorliegt, die dem Zitierenden bewusst ist. Damit kann er sich z. B. inhaltlich distanzieren oder auf offensichtlich falsche Informationen hinweisen.
In Druckvorlagen machen Schriftsetzer oder Maschinensetzer auf eine Besonderheit aufmerksam, um Fehlern vorzubeugen. In weiteren Textstellen, die keine Zitate sind, kann mit „(sic)“ verhindert werden, dass etwas irrtümlich als Fehler interpretiert wird. Dabei will der Autor verdeutlichen, dass es bewusst genau so gemeint ist.

## Verwendung
Die Verwendung dieses Zusatzes „[sic]“ findet sich überwiegend in akademischen, insbesondere literaturwissenschaftlichen Texten. Die Kennzeichnung von heute unüblichen Schreibweisen im Originaltext gilt als Ausweis präziser Arbeit; dies kann aber die Lesbarkeit beeinträchtigen, wenn der Unterschied keinen Bezug zum eigentlichen Thema des Textes hat (z. B. veraltete Rechtschreibung).
Man schreibt „[sic?]“ oder deutsch „[so?]“ mit einem Fragezeichen, wenn man in einem Manuskript bei der Schreibweise (insbesondere eines Namens) unsicher ist und den Korrektor darauf hinweisen will.

## Beispiele
- „Göthe [sic] gilt als der bedeutendste deutsche Dichter und herausragende Persönlichkeit der Weltliteratur.“ (Grund für sic: Die korrekte Schreibweise lautet „Goethe“.)
- „sehr weit weg ist er, aber aber [sic] das macht nichts.“[1] (Grund für sic: Das doppelte aber entstammt dem Original und ist kein Fehler des Journalisten.)
- „Als erfolgreicher Schriftsteller verkaufte er regelmäßig über 100 [sic!] Bücher im Jahr.“ (Grund für sic: Kennzeichnung einer inhaltlichen Fehleinschätzung [die Zahlenangabe stimmt nicht] oder eine explizite Bestätigung der korrekten Wiedergabe [es ist weder 10 noch 1000 gemeint].)
- „Himmelspolizey [sic]“ (Grund für sic: von den Autoren des Begriffs bewusst gewählte Abweichung von „Himmelspolizei“.)